# Гайнц Горніг
Гайнц Горніг (нім. Heinz Hornig, нар. 28 вересня 1937, Гельзенкірхен) — німецький футболіст, що грав на позиції нападника. Також був тренером.
Виступав, зокрема, за клуб «Кельн», а також національну збірну Німеччини.
Володар Кубка Німеччини.

## Клубна кар'єра
У дорослому футболі дебютував 1958 року виступами за команду клубу «Шальке 04», в якій провів один сезон. 
Протягом 1959—1962 років захищав кольори команди клубу «Рот-Вайс» (Ессен).
Своєю грою за останню команду привернув увагу представників тренерського штабу клубу «Кельн», до складу якого приєднався 1962 року. Відіграв за кельнський клуб наступні вісім сезонів своєї ігрової кар'єри. Більшість часу, проведеного у складі «Кельна», був основним гравцем атакувальної ланки команди.
Завершив професійну ігрову кар'єру у Бельгії, де протягом 1970—1973 років був граючим тренером клубу «Дарінг» (Брюссель). Клуб переживав не найкращі часи і Горніг став його останнім тренером, оскільки 1973 року «Дарінг» припинив існування, увійшовши у структуру новоствореного «РВД Моленбек».

## Виступи за збірну
1965 року дебютував в офіційних матчах у складі національної збірної Німеччини. Протягом кар'єри у національній команді, яка тривала 2 роки, провів у формі головної команди країни 7 матчів.
У складі збірної був учасником чемпіонату світу 1966 року в Англії, де німці дійшли фіналу, в якому у додатковий час поступилися господарям турніру і здобули лише «срібло». На мундіалі Горніг був резервним гравцем і на поле не виходив.

## Титули і досягнення
- Володар Кубка Німеччини (1):

«Кельн»: 1968
- Віце-чемпіон світу: 1966